# VIA Nano

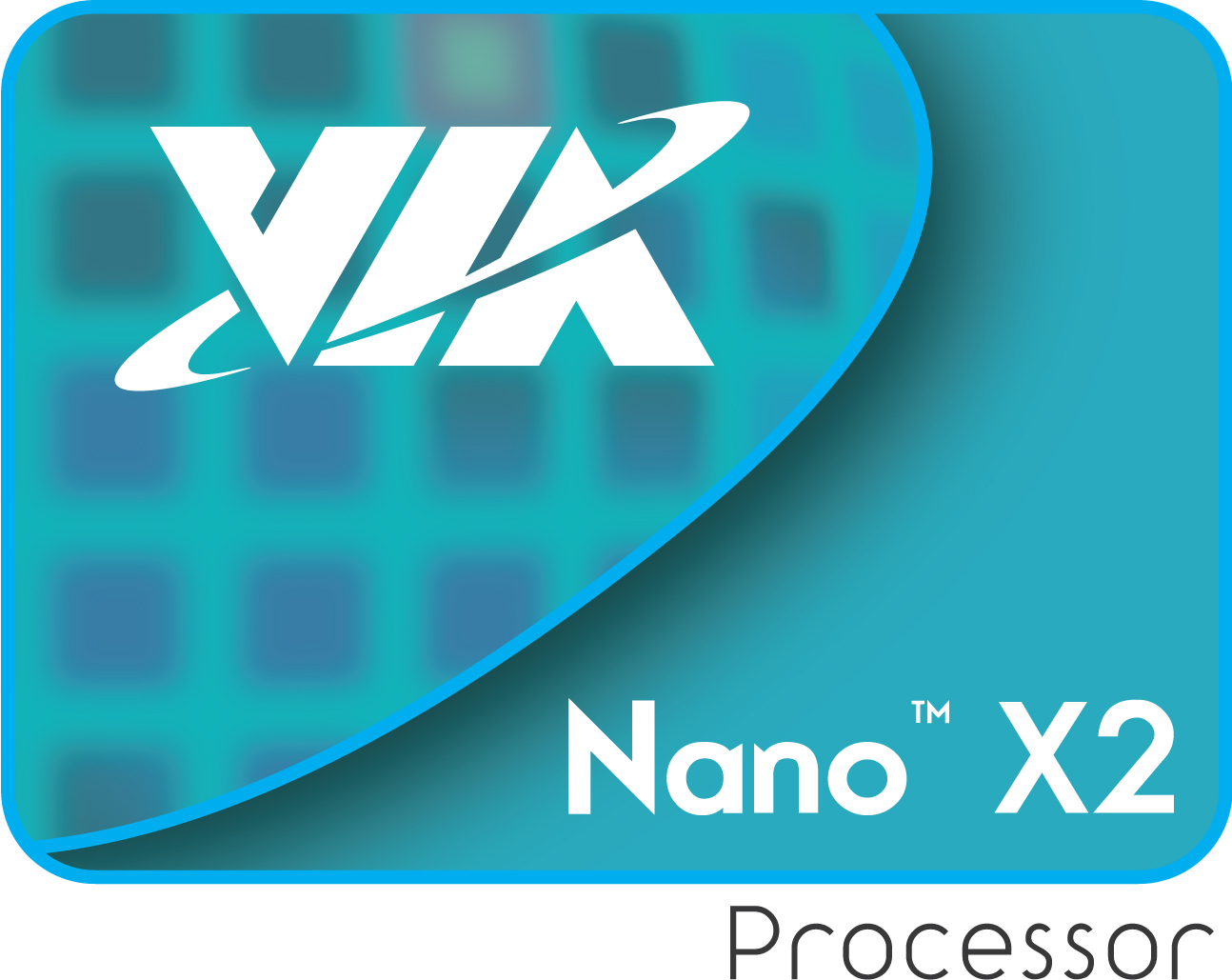
VIA Nano 2 logó

A VIA Nano (korábbi kódnevén VIA Isaiah) egy személyi számítógépekbe szánt 64 bites egy- vagy többmagos mikroprocesszor. A VIA Technologies bocsátotta ki 2008-ban, öt évnyi fejlesztés után, amelyet a cég CPU részlege, a Centaur Technology végzett. A 64 bites Isaiah architektúra az alapoktól kezdve teljesen új tervezés. 2008. január 24-én mutatták be és május 29-én dobták piacra, az alacsony feszültségű változatokkal és a Nano márkanévvel együtt. A processzor támogat néhány VIA-specifikus x86-os bővítményt is, amelyeket a kis fogyasztású készülékek hatékonyságának növelésére terveztek.

## Történet
A VIA két különböző fejlesztési kódnevet használ minden egyes processzormagjához. Ebben az esetben, a 'CN' kódnevet az Egyesült Államokban a Centaur Technology használta. A bibliai neveket a VIA kódnevekként használja Tajvanon, és ehhez az egyedi processzorhoz és architektúrához az Isaiah (Ézsaiás) névre esett a választás. A várakozások szerint a VIA Isaiah fixpontos teljesítménye kétszerese, lebegőpontos teljesítménye négyszerese az előző generációs VIA Esther processzornak, azonos órajelen. Az elvárt energiafogyasztás is az előző generációs VIA CPU-kéval egyezett, a tervezett hőteljesítmény (TDP) 5 W és 25 W között mozog. Teljesen új kialakítás lévén, az Isaiah architektúra olyan jellemzők támogatásával készült, mint az x86-64 utasításkészlet és az x86 virtualizáció, amelyek elődein, a VIA C7-es vonalon nem voltak elérhetők, miközben megtartotta a titkosítási kiterjesztéseket. Több független teszt kimutatta, hogy a VIA Nano különböző munkaterhelésekben jobb eredményeket mutat, mint az egymagos Intel Atom. Az Ars Technica egyik 2008-as tesztjében egy VIA Nano jelentős teljesítményt ért el a memória-alrendszerben, miután a processzor CPUID-jét Intel-re változtatták, ami azt mutatja, hogy a benchmark szoftver a tesztkód kiválasztásához a CPU által támogatott tényleges funkciók helyett csak a CPUID-et ellenőrizte. A tesztben használt teljesítménymérő szoftver a VIA Nano megjelenése előtt készült.
2009. november 3-án a VIA bemutatta a Nano 3000 sorozatot. A VIA állítása szerint ezek a modellek 20%-kal nagyobb teljesítményt és 20%-kal nagyobb energiahatékonyságot nyújtanak, mint a Nano 1000 és 2000 sorozat. A VIA által végzett összehasonlító tesztek szerint egy 1,6 GHz-es 3000-es sorozatú Nano 40-54%-kal jobb teljesítményt nyújt, mint az Intel Atom N270. A 3000-es sorozatban az utasításkészletet kibővítették az SSE4 SIMD kiterjesztéssel, amit az Intel Core 2 architektúra 45 nm-es kiadásában vezettek be.
2011. november 11-én a VIA kibocsátotta a VIA Nano X2 kétmagos processzort az első pico-itx alaplappal együtt. A VIA Nano X2 40 nm-es folyamattal készül és támogatja az SSE4 SIMD utasításkészlet-kiterjesztést, ami kritikus fontosságú a lebegőpontos számításokat végző alkalmazások számára. A Via az állítja, hogy ennek teljesítménye 30%-kal nagyobb egy 50%-kal magasabb órajelű Intel Atom processzorénál.
A VIA Nano hatalmas hátránya az, hogy nem igazi SoC, mivel nem tartalmaz grafikus chipet. Miközben az Intel az Atom újabb változatainál a grafikát teljesen a processzorba integrálta, a VIA rendszerei egy külső grafikus chipet kénytelenek alkalmazni az alaplapon, ami növeli a gyártási költségeket, és a komplexitást. Ez a technológiai hátrány a termék életciklusa során ledolgozhatatlannak bizonyult a VIA számára. 
A Zhaoxin vegyesvállalat 2014-től kibocsátott processzorai a VIA Nano sorozaton alapulnak.

## Jellemzők
- x86-64 utasításkészlet
- Órajelfrekvencia 1 GHz-től 2 GHz-ig
- Buszsebesség: 533 MHz vagy 800 MHz (1066 MHz a Nano x2 esetén)

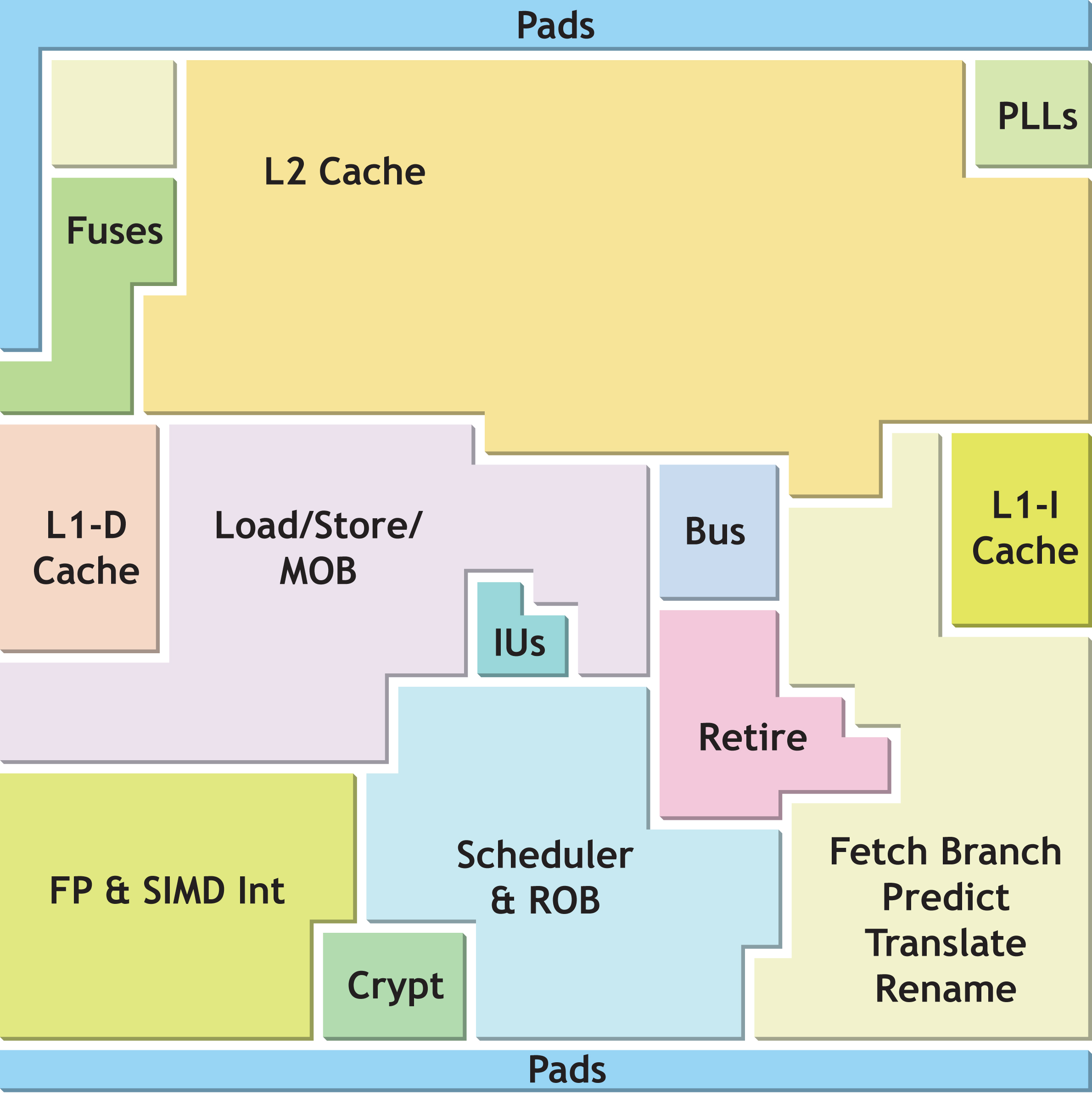
A VIA Isaiah elrendezési vázlata

- 64 KiB adat és 64 KiB utasítás L1 gyorsítótár és 1 MiB L2 gyorsítótár magonként[16]
- 65 nm-es gyártási folyamat (40 nm a Nano x2 esetén)
- Szuperskalár sorrendtől eltérő (out-of-order) utasításvégrehajtás
- MMX, SSE, SSE2, SSE3, SSSE3 és SSE4 utasításkészlet támogatása
- x86 virtualizáció támogatása Intel-kompatibilis megvalósítással (letiltva a stepping 3 előtt)
- ECC memória támogatása
- Csatlakozó-kompatibilis a VIA C7 és VIA Eden processzorokkal

## Az architektúra áttekintése

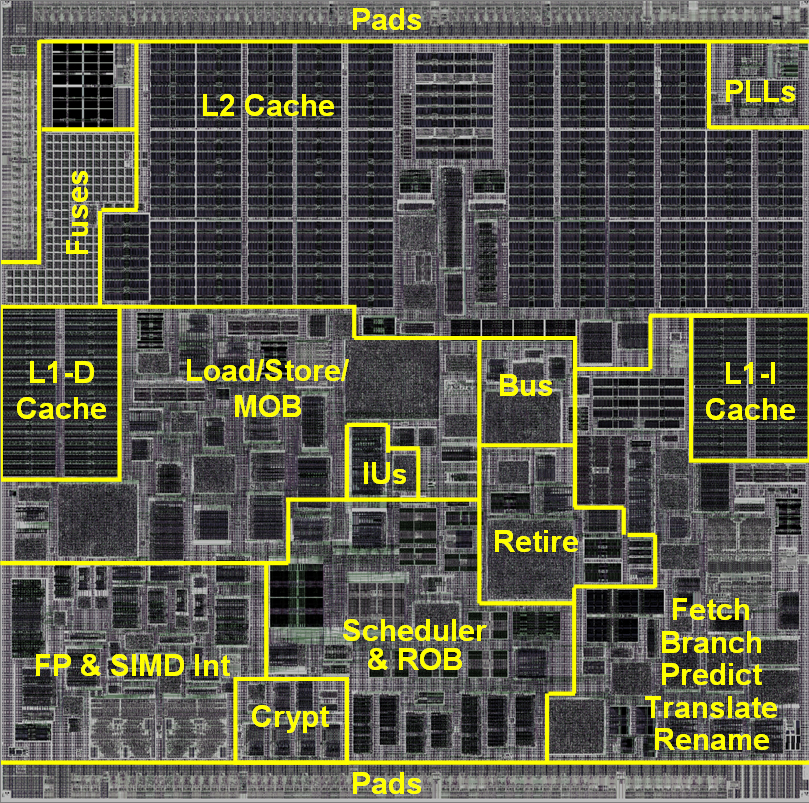
VIA Isaiah architektúrájú lapka elrendezési vázlata

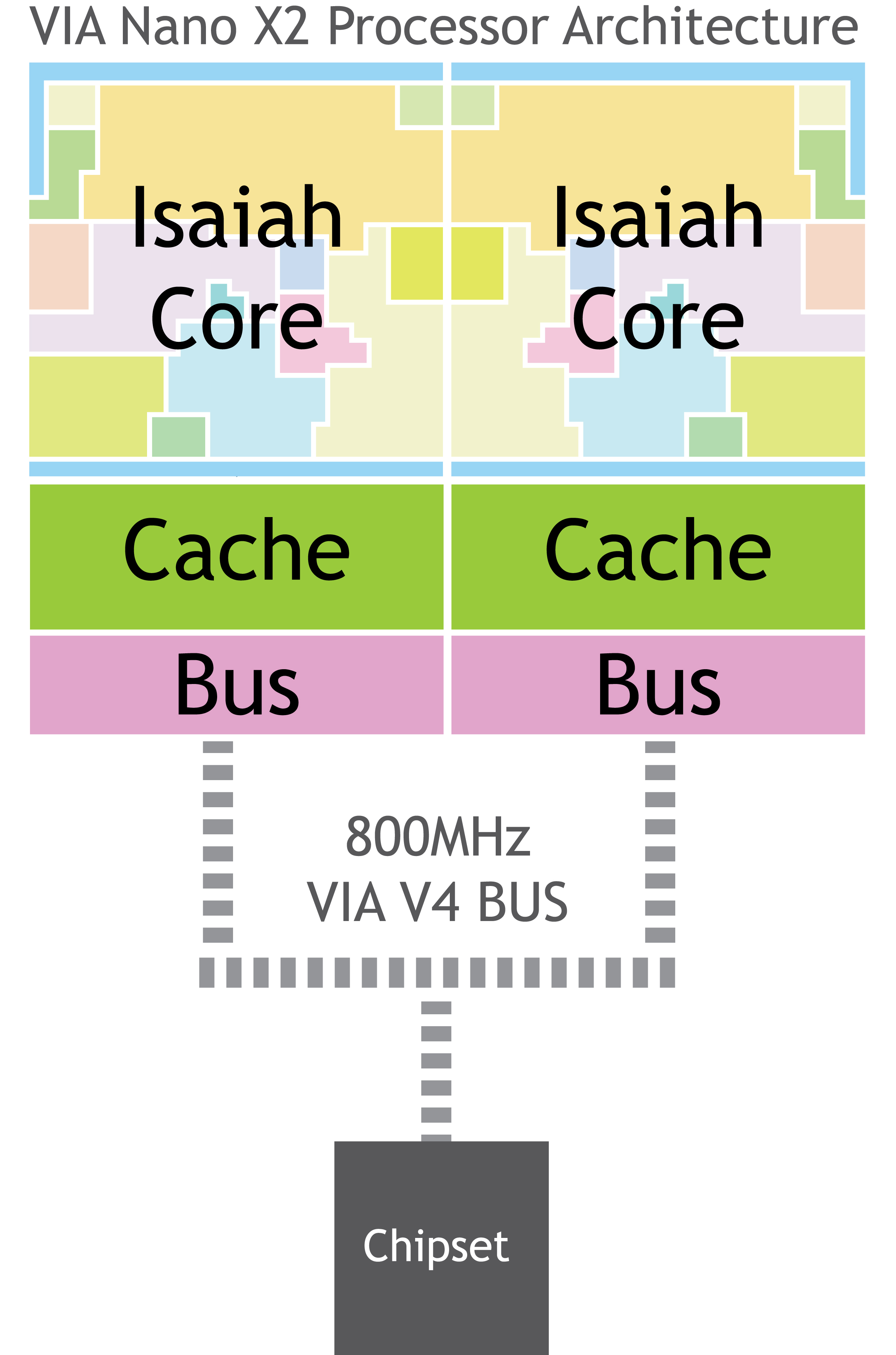
Nano X2 mikroarchitektúra

- Sorrendtől eltérő és szuperskalár kialakítás: a VIA ebben a processzorban vezette be először ezeket a technikákat, így az Isaiah architektúrán alapuló processzorok jobb teljesítményt nyújtanak, mint elődjük, a sorrendi végrehajtású VIA C7 processzor. A VIA ezzel az architektúrával az AMD és az Intel azonos évjáratú ajánlataihoz igazodott.
- Utasításfúzió: lehetővé teszi a processzor számára, hogy több utasítást egyetlen utasításba vonjon össze; ez javítja a teljesítményt és csökkenti az energiafogyasztást. Ez a megközelítés az Atom processzorban használatos technikához (is) hasonlít,[17] ami hatékonyabb lehet, mint az utasítások kisebb egységekre bontása. Az Isaiah utasításbeolvasása az utasításokat egy kétciklusos dekódolási fázisba továbbítja, amely ciklusonként három tetszőleges méretű vagy típusú x86-os utasítást tud fogadni. A VIA állítása szerint a dekódolási fázis képes egyes x86-os utasításkombinációk, például az összehasonlítás és az ugrás Conroe-stílusú makrofúziójára, valamint a különböző kiadási portokat használó utasítások mikroutasítás-fúziójára. Az Intel Conroe-hoz (más néven Core 2 Duo) hasonlóan ez a kétféle fúzió csökkenti a menet közbeni utasítások követéséhez szükséges könyvelési logika mennyiségét.[18]
- Javított elágazás-előrejelzés: nyolc előrejelzőt (predictor) használ két futószalagfokozatban
- CPU-gyorsítótár kialakítása: kizáró (exkluzív) gyorsítótár kialakítás, ami azt jelenti, hogy az L1 gyorsítótár tartalma nem duplikálódik az L2 gyorsítótárban, így a teljes gyorsítótár-tartalom nagyobb
- Adatok előzetes lehívása (data prefetch): Az Isaiah egy speciális előzetes adatlehívó gyorsítótárral is rendelkezik, amelynek segítségével helyet takaríthat meg a normál gyorsítótár-hierarchiában. Az előretöltött adatokat jellemzően nem használják egynél többször, így nem kell foglalniuk a helyet a normál gyorsítótárban. Ez a technika az előzetesen lehívott adatokat egy speciális 64 soros gyorsítótárba helyezi, az L2 gyorsítótár és az L1-ből való közvetlen betöltés előtt.[18][19]
  - négy x86 utasítást kér le utasításciklusonként, szemben az Intel három-öt ciklusával
  - ciklusonként három mikroműveletet bocsát ki a végrehajtóegységek felé
- Memóriahozzáférés: a kisebb tárolókat nagyobb betöltési adatokká vonja össze
- Végrehajtó egységek: hét végrehajtó egység áll rendelkezésre, ami lehetővé teszi akár hét mikroművelet végrehajtását órajelciklusonként
  - Két fixpontos (integer) egység (ALU1 és ALU2)
    - Az ALU1 teljes funkcionalitású, míg az ALU2-ből hiányzik néhány ritkán használt utasítás, ezért jobban megfelel olyan feladatokra, mint a címszámítás.

  - Két tárolóegység, egy a címtároláshoz és egy az adattároláshoz, a VIA szerint
  - Egy betöltő egység
  - Két adathordozó/média egység (MEDIA-A és MEDIA-B) 128 bit széles adatúttal, amely 4 egyszeres pontosságú vagy 2 dupla pontosságú műveletet támogat. A médiaszámítás a két adathordozó-egység használatát jelenti.
    - A MEDIA-A egység végrehajtja a lebegőpontos összeadás utasításokat (2 ciklusos késleltetéssel az egyszeres és kétszeres pontossághoz), a fixpontos SIMD, titkosítás, osztás és négyzetgyökvonás utasításokat.
    - A MEDIA-B egység végrehajtja a lebegőpontos szorzás utasításokat (2 ciklusos késleltetéssel az egyszeres pontosságú, 3 ciklusos késleltetéssel a kétszeres pontosságú műveletekben).
    - A két médiaegységgel bevezetett párhuzamosság miatt a médiaszámítás órajelciklusonként négy összeadás és négy szorzás utasítást tud biztosítani.

  - A lebegőpontos összeadás új megvalósítása, a VIA szerint az x86-os processzorok esetén legalacsonyabb órajel-latenciával.
  - Majdnem minden fixpontos SIMD utasítás egy órajelen belül végrehajtódik.
  - Megvalósítja az MMX, SSE, SSE2, SSE3, SSSE3 multimédiás utasításkészleteket
  - Megvalósítja az SSE4.1 multimédiás utasításkészletet (VIA Nano 3000 sorozat)
  - Megvalósítja az SSE4.1 multimédiás utasításkészletet (VIA Nano x2 sorozat)
- Energiagazdálkodás (power management): A nagyon alacsony energiaigény mellett számos új funkciót is tartalmaz.
  - Tartalmaz egy új C6 működési állapotot (gyorsítótárak törlése, belső állapot elmentve, és a mag feszültségét kikapcsolja)
  - Adaptive P-State Control (adaptív P-állapot szabályozás): átmenet a teljesítmény- és feszültségi állapotok között, a végrehajtás leállítása nélkül
  - Adaptive Overclocking (adaptív túlhajtás): automatikus túlhajtás, ha a processzormag hőmérséklete alacsony
  - Adaptive Thermal Limit (adaptív hőmérséklethatár): a processzor beállítása a felhasználó által előre meghatározott hőmérséklet fenntartására
- Titkosítás: tartalmazza a VIA PadLock utasításkészlet-kiterjesztést (és a hozzá tartozó hardveregységet)
  - Hardveres támogatás az AES titkosítás, biztonságos hash-algoritmus SHA-1, SHA-256 és véletlenszám-generálás céljaira

2014 augusztusa táján híresztelések jelentek meg egy lehetséges Isaiah II frissítésről, amely ötvözte volna a VIA által licencelt ARM technológiát az x86-os felépítéssel, de a cég nem jelentetett meg ilyen terméket.

## Fordítás
Ez a szócikk részben vagy egészben  a   VIA Nano című angol Wikipédia-szócikk ezen változatának fordításán alapul.  Az eredeti cikk szerkesztőit annak laptörténete sorolja fel. Ez a jelzés csupán a megfogalmazás eredetét és a szerzői jogokat jelzi, nem szolgál a cikkben szereplő információk forrásmegjelöléseként.

### Sajtó
- The Battle of Low-Power Processors: Best Choice for a Nettop, 2008. szeptember 27. [2013. október 25-i dátummal az eredetiből archiválva].
- Low-end grudge match: Nano vs. Atom, 2008. július 30.
- Via's Nano L2100 takes on Intel's Atom 230, 2008. július 30.
- janpotocki: Nano néven debütált a VIA új processzorgenerációja (magyar nyelven). Processzor. Prohardver, 2008. május 29. (Hozzáférés: 2024. március 31.)